# Sorkh Sarāy
Sorkh Sarāy (persiska: سرخ سرای, Sorkh Sarā) är en ort i Iran.   Den ligger i provinsen Khorasan, i den östra delen av landet, 800 km öster om huvudstaden Teheran. Sorkh Sarāy ligger 1 101 meter över havet och antalet invånare är 258.
Terrängen runt Sorkh Sarāy är platt åt nordost, men åt sydväst är den kuperad.Runt Sorkh Sarāy är det ganska glesbefolkat, med 30 invånare per kvadratkilometer. Närmaste större samhälle är Mashhad Rīzeh, 5,3 km sydost om Sorkh Sarāy. Omgivningarna runt Sorkh Sarāy är i huvudsak ett öppet busklandskap.